# 鈴木恵理
鈴木 恵理（すずき えり、1987年- ）は、2008年度ミス日本グランプリ受賞者、日本の客室乗務員。

## 経歴
2007年、「ゆかたクイーンコンテスト2007」でパフォーマンス賞を受賞。それがミス日本にチャレンジするきっかけとなる。2007年12月、ホノルルマラソンに参加し5時間40分で完走。フルマラソンはこれが初挑戦。
日本大学文理学部体育学科2年在学中の2008年1月28日、「第40回ミス日本グランプリ決定コンテスト」で優勝。2941人の応募者の中から選ばれた。
2008年2月21日、東京都中央区の日本障害者スポーツ協会を訪れ、「北京パラリンピックの日本代表のために役立ててください」とミス日本の賞金の一部を寄付。
2008年5月3日、横浜の地場産品「横浜スカーフ」のPRイベント「横浜ファッションウィーク」(横浜市中区新港・横浜赤レンガ倉庫1号館)に特別ゲストとして参加。
2008年12月14日、ホノルルマラソンに参加。4時間27分56秒で完走。
2010年5月29日、女子限定のイベント「“美ジョガー”フェスタ」(東京都渋谷区)にナビゲーターとして参加。
芸能界デビューの予定はないと早い段階から公表しており、実際、2011年現在「小さいころからの目標だった」というキャビンアテンダントをしている。

### 出版
- 『週刊文春』2008年02月07日号（文藝春秋）
- 『swim』 2010年3月号 表紙（ランナーズ）

### フィルモグラフィ
- 2011年5月1日放送『映像体験！イッキ見シアター 』（CX）

## 人物
趣味はスポーツ、料理。特技は水泳、マラソン。
3歳から始めた水泳は今でも続けている。中学・高校時代には東京都の大会に出場。2006年、マスターズの平泳ぎ個人で優勝。現在、競泳の第一線からは退いている。